# Ablancourt
Ablancourt ist eine französische Gemeinde mit 165 Einwohnern (Stand 1. Januar 2022) im Département Marne in der Region Grand Est (bis 2015 Champagne-Ardenne). Sie gehört zum Arrondissement Vitry-le-François und zum Gemeindeverband Vitry, Champagne et Der. Die Bewohner nennen sich Blancourtiens bzw. Blancourtiennes.

## Geographie
Ablancourt liegt am rechten Ufer des Canal latéral à la Marne, der parallel zum Fluss Marne verläuft.
Die angrenzenden Gemeinden sind La Chaussée-sur-Marne im Norden, Aulnay-l’Aître im Osten, Soulanges im Süden, Songy im Südwesten sowie Saint-Martin-aux-Champs im Westen.

## Bevölkerungsentwicklung
| Jahr                       | 1962 | 1968 | 1975 | 1982 | 1990 | 1999 | 2011 | 2021 |
| Einwohner                  | 100  | 109  | 131  | 139  | 165  | 172  | 151  | 165  |
| Quellen: Cassini und INSEE |      |      |      |      |      |      |      |      |

Im Jahr 1856 wurde mit 267 Bewohnern die bisher höchste Einwohnerzahl ermittelt. Die Zahlen basieren auf den Daten von cassini.ehess und INSEE.

## Sehenswürdigkeiten
- Kirche Saint-Martin
- Kapelle am nordöstlichen Ortsausgang
- Schloss Ablancourt (Privatbesitz)
- Wasserturm
- Denkmal für die Gefallenen des Ersten Weltkriegs

## Wirtschaft und Infrastruktur
In der Gemeinde sind vier Landwirtschaftsbetriebe ansässig (Getreideanbau, Viehzucht).
In Ablancourt besteht ein Anschluss an die autobahnartig ausgebaute Route nationale 44 von Châlons-en-Champagne nach Vitry-le-François.

## Persönlichkeiten
- Nicolas Perrot d’Ablancourt (1606–1664), Mitglied der Académie française, lebte und starb in Ablancourt

## Belege
1. ↑  Ablancourt auf cassini.ehessan
2. ↑  Ablancourt auf INSEE
3. ↑  Landwirtschaftsbetriebe auf annuaire-mairie.fr (französisch)